# Waag (Paramaribo)

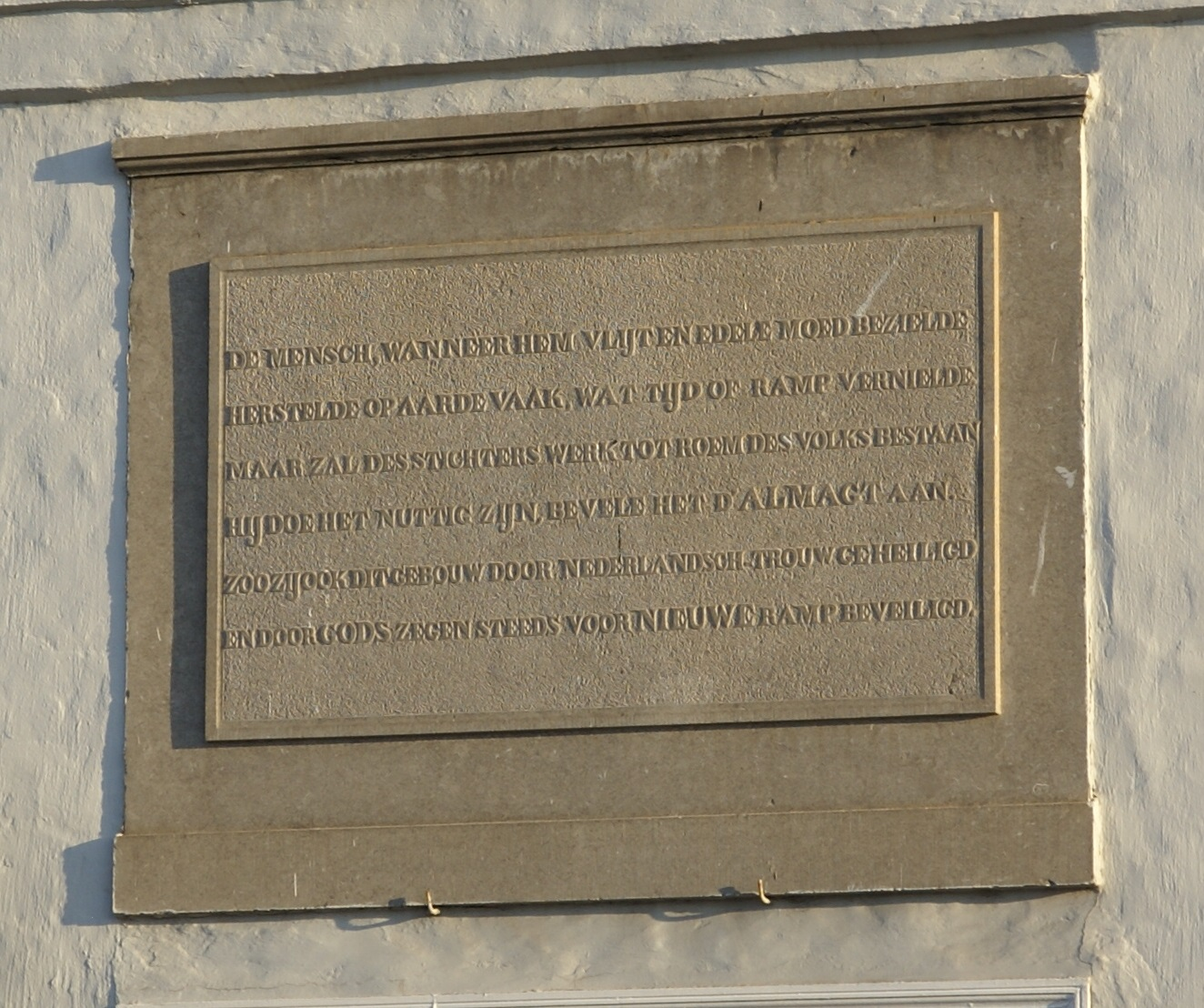
Gedenksteen aan de bouw in 1824: De mensch, wanneer hem vlijt en edele moed bezielde
herstelde op aarde vaak, wat tijd of ramp vernielde
maar zal des stichters werk tot roem des volks bestaan
hij doet het nuttig zijn, bevele het d' ALMAGT aan.
zoo zij ook dit gebouw door nederlandsch trouw geheiligd
en door GODS zegen steeds voor NIEUWE ramp beveiligd.

De Waag is een monumentaal pand uit de eerste helft van de negentiende eeuw dat diende als waaggebouw, gelegen aan de Waterkant 5 in Paramaribo (Suriname). Het pand is onderdeel van de historische binnenstad van Paramaribo, die in 2002 door UNESCO aan de Werelderfgoedlijst is toegevoegd.

## Geschiedenis
Paramaribo was de belangrijkste overslagplaats van Suriname, waar dan ook de goederen gewogen werden, zodat er accijns over kon worden geheven.
De weegschalen bevonden zich in het pand; er was ook binnen een kraan, die in 1898 naar buiten werd verplaatst. Er werd gewogen met de Amsterdamse pond, die 494 gram woog, totdat in 1871 het metrieke stelsel werd ingevoerd.
Gezien het economische belang van de Waag, werd dit gebouw ook als een van de eerste gebouwen weer opgebouwd na de stadsbrand van 1821. Voor de stadsbrand stond er een onooglijk houten gebouwtje; na de brand werd een architectuurwedstrijd uitgeschreven. Het winnende ontwerp was van Willem de Vroome; meestermetselaar en aannemer C. Paardekoper bouwde het pand samen met meestertimmerman I.P. Zeeman.
Op 9 juli 1822 werd de eerste steen gelegd door gouverneur Abraham de Veer. Twee jaar later, in 1824, was de Waag gereed.
De Waag stond in het centrum van de oude haven, aan de Waterkant, aan het uiteinde van de Keizerstraat. Er bevonden zich hier twee stenen pieren, die later werden vervangen door een groot goederenmagazijn en een steiger die verder de rivier instak. Rond 1965 werd de haven stroomopwaarts verplaatst.
In 1865 werd de bovenverdieping ingericht als kantoor voor de recherche. 
Rond 1988 was het gebouw in ruïneuze staat. Op privé-initiatief werd de Waag in de periode 1995-2002 gerestaureerd. Daarna kwam er op de begane grond en het achterterrein een bar-restaurant en werd de bovenverdieping benut voor tentoonstellingen. De grote weegshaal in het restaurant is niet de originele weegschaal van dit waaggebouw.

## Bouw
Het pand is vijf traveeën breed. De gevels zijn van baksteen en wit bepleisterd. Het pand heeft twee bouwlagen en de schildkap is met leien bedekt.
De Waag werd gebouwd volgens de classicistische architectuur; de indeling van het gebouw is symmetrisch, de gevels zijn geleed door een kroonlijst en lisenen. De middelste travee heeft de hoofdtoegang met zware dubbele paneeldeuren en een halfrond bovenlicht met daarin het jaar 1824. Hierboven bevindt zich een balkon met een smeedijzeren hekje en getoogde dubbele deuren.
Later werden drie dakhuizen toegevoegd.
Het pand heeft geen verhoogde stoep zoals de meeste monumentale huizen van Paramaribo; dit omdat de goederen makkelijk verplaatst moesten kunnen worden.
Op de begane grond wordt de hoge ruimte van 4,45 meter door vier zware Dorische zuilen geleed, die de onderslagbalken van de bovenverdieping dragen.
Later is er inwendig veel gewijzigd.

## Afbeeldingen

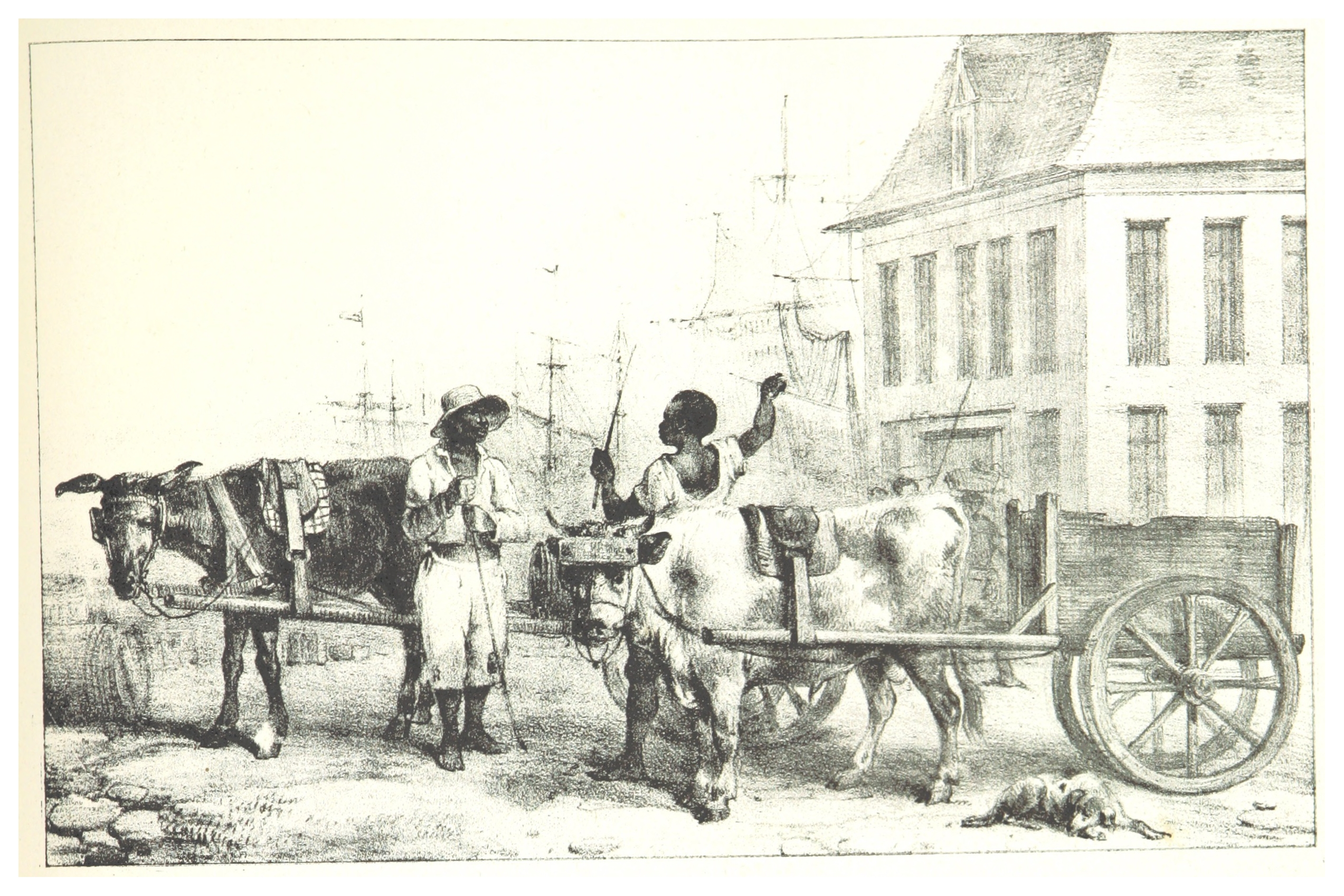
Gedeelte van het nieuwe waaggebouw circa 1830 getekend door Pierre Jacques Benoit.
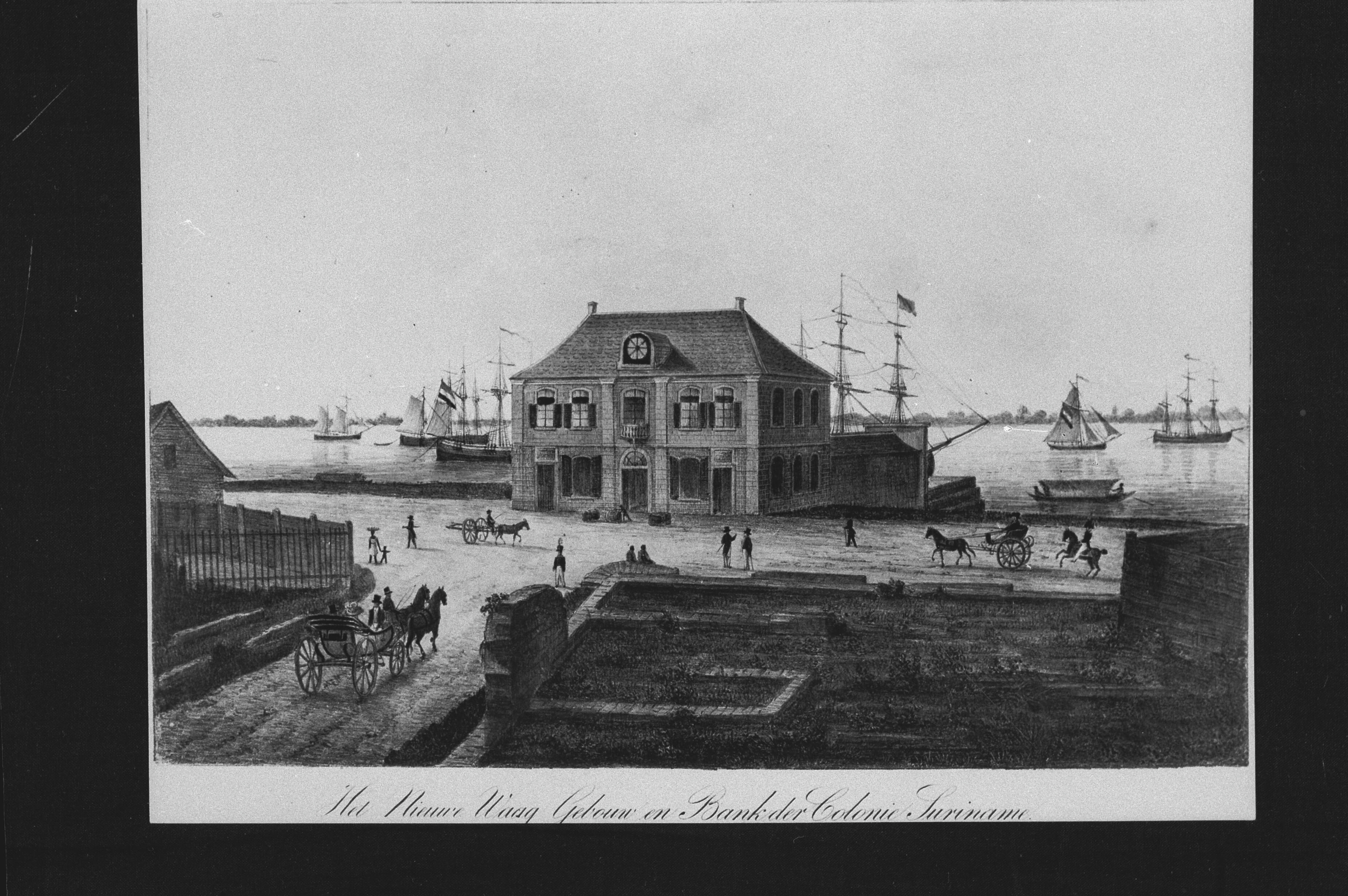
Waaggebouw rond 1829/1830.
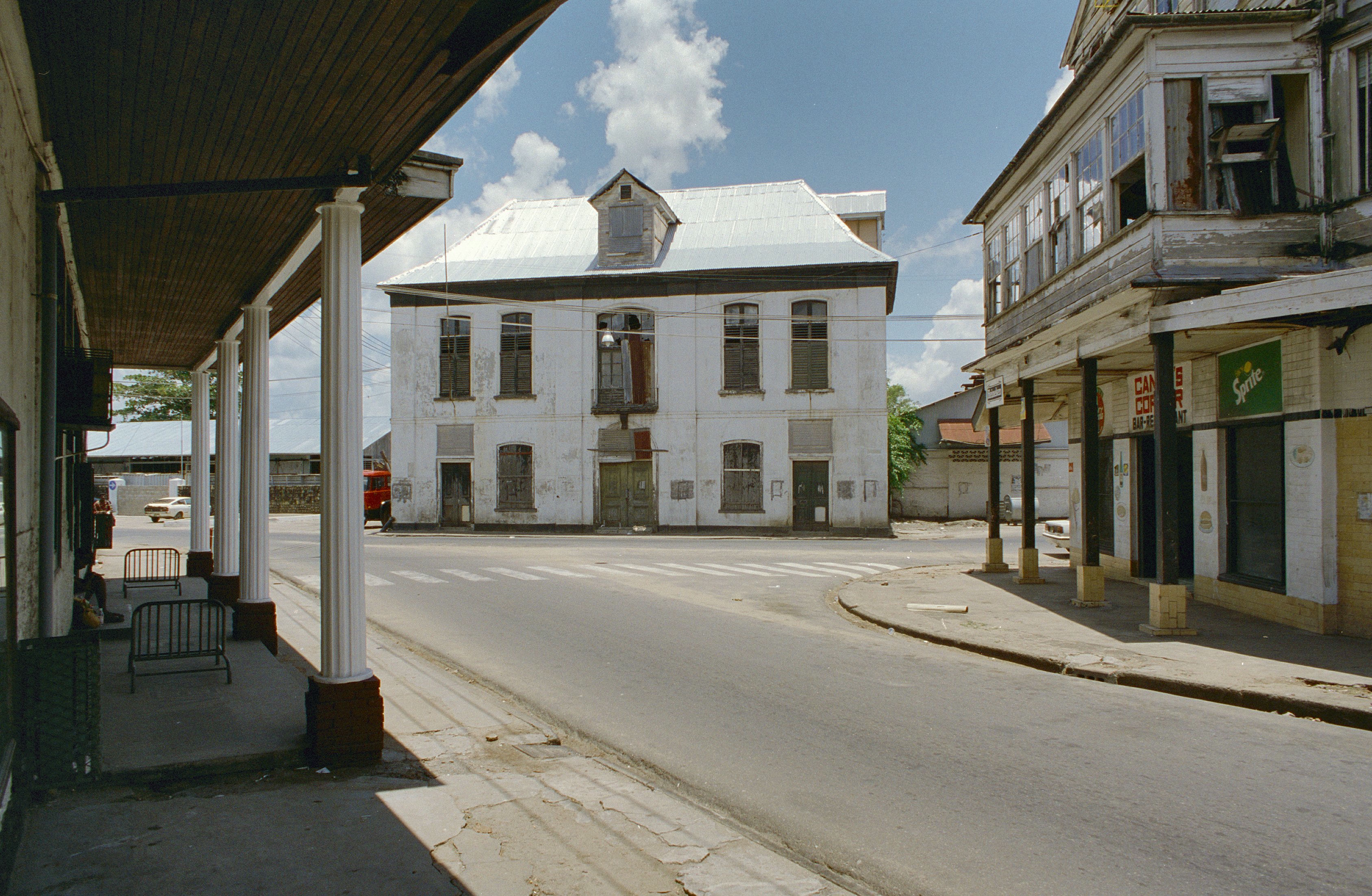
De waag in 1997 is toe aan restauratie.